# Évelyne Rochedereux
Évelyne Rochedereux, née en 1940, est une féministe française. Elle est engagée dans la cause des lesbiennes et des mouvements homosexuels et lesbiens.

## Biographie
Originaire du Croisic, Évelyne Rochedereux est née dans une famille d'artisan-commerçant de gauche. Elle échoue une première fois au baccalauréat en 1959 mais réussit le concours d'agent de recouvrement du Trésor public. Elle démissionne quelques années plus tard, reprend ses études et obtient le baccalauréat en 1964. Elle part comme jeune fille au-pair aux États-Unis pour parfaire son anglais puis s'installe à Détroit avec sa première amante. Elle revient en France, étudie l'histoire de 1966 à 1969 et obtient sa licence. Elle rejoint sa compagne à Ann Arbor et travaille au Département de langues romanes. Elle rentre en France en 1971 et participe à de nombreuses mobilisations féministes,. Elle obtient un master en administration des entreprises à l'IAE de Paris en 1985 et travaille jusqu'à la retraite dans des organismes d'études en économie de la santé. Aujourd'hui, elle réside au Croisic dans sa ville natale.

## Engagements militants
En 1970, elle rejoint un groupe féministe du campus de l'université du Kentucky à Lexington. Elle rentre en France en 1971 pour des questions de visa et se rend aux réunions du MLF aux Beaux-Arts. Elle s'installe rue Blomet, dans le 15e arrondissement de Paris ; son appartement devient un lieu de rencontre féministe et lesbien. Elle s'engage alors activement dans le groupe des Féministes révolutionnaires et aux Gouines rouges. En 1973, elle lance l'idée d'une grève des femmes qui sera menée par le MLF et largement diffusée dans les médias. Elle entretient des relations avec des féministes lesbiennes de différents pays et représente la coordination française pour le Lobby européen des femmes. De 1994 à 1998, elle collabore au magazine Lesbia. Elle fonde et anime deux associations : le réseau Femmes Île-de-France de 1993-1999 et Cibel à partir de 2000. Adhérente d'Attac depuis 1998, elle co-rédige la plateforme du groupe Genre et mondialisation. Le 8 mars 2012, elle fait apposer une plaque à la mémoire de la doctoresse Madeleine Pelletier, 80-82, rue de Gergovie, dans le 14e arrondissement à Paris,.

## Publications

### Ouvrages
- Hommage aux camionneuses, co-écrit avec Ingrid Renard, Attirances, Paris, Editions gaies et lesbiennes, 2001
- Quand les femmes se heurtent à la mondialisation, Paris, Mille et une nuits, 2003
- La Guerre des pigeons, Saint-Denis, Edilivre, 2015

### Articles
- Lesbia, 1994 à 1998
- Les belles histoires de la Ghena Goudou, Les Temps modernes, no 333-334, p. 2051-2065, 1974
- Les femmes passent à l’ATTAC, Nouvelles Questions Féministes, vol. 21,(1), p. 134-139. 2002
- Les belles histoires de la Ghena Goudou, dans Les femmes s'entêtent, Paris, Gallimard, 1975